# 莎拉·库贡盖卢瓦
莎拉·库贡盖卢瓦－阿马蒂拉（英語：Saara Kuugongelwa-Amadhila，1967年10月12日—），纳米比亚政治家，現任纳米比亚国民议会议长，曾任纳米比亚总理，也是該國首位女性領導人。
| 前任： 哈格·根哥布 | 纳米比亚总理 2015年3月－ | 繼任： 現任 |